# 누모리
'새로운(nu) 장단(Mori)을 의미하는 누모리는 K-Pop & Rock과 국악을 융합한 <일렉트로 국악>을 대표하는 밴드다. 
2016년, 프로듀서 정준석과 이안나는 몽환적이고 사이키델릭한 크로스오버 음악을 만들고자 누모리를 결성하고 1집 <구나구나>를 발매했다. 
뮤지션 유니온 선정 <2016 올해의 앨범상>을 받으며 성공적으로 데뷔한 누모리는 2018년 전통 타악기 마에스트로 문상준을 영입하고 2집 <환상의 문>을 발표했다. 
변화무쌍한 사물놀이와 강렬한 Rock 음악을 선보인 2집 <환상의 문>은 미국 J.F. 케네디 센터의 초청으로 첫 미국 콘서트를 했고, 프랑스와 체코 등 유럽에서도 공연을 이어갔다. 
2022년 보컬 중심의 K-Pop & Rock으로 장르를 확장한 후 <누모리 쇼>를 기획했다. 
KBS 특집 <누모리 쇼> 방영 이후 전국 투어는 매진을 기록했고, 중남미 투어로 K 문화를 소비하는 스페인어권 젊은 관객들의 주목을 받았다. 
누모리는 2024년 3집 <일렉트로 국악>의 음악을 유럽, 아시아의 대형 페스티벌들을 통해 전 세계 관객들에게 선보이고 있다.

## 방송
- 풍류대장 - 힙한 소리꾼들의 전쟁 (2021)
- KBS1 국악한마당 "누모리 쇼" (2022)

## 공연
- 누모리 월드투어 (2024)
- 누모리 남미투어 (2023)
- 누모리 쇼 전국투어 (2023)
- J.F 케네디센터 콘서트 (2018)
- 미국투어 (2018)
- 누모리 단독콘서트 (2016)